# یوها آهوکاس
یوها آهوکاس (انگلیسی: Juha Ahokas؛ زادهٔ ۱۸ سپتامبر ۱۹۶۹) کشتی‌گیر اهل فنلاند است.